# Mészáros István (pedagógiatörténész)
Mészáros István (Pestújhely, 1927. január 26. – 2021. április 10.) magyar pedagógus, pedagógiatörténész, egyháztörténész, a Magyar Tudományos Akadémia doktora, egyetemi docens.

## Élete
Gyermekként szüleivel és három testvérével Pestújhelyen élt. Ott járt elemi iskolába. Középiskolai tanulmányait – az I–IV. osztályt – a budapesti Madách Imre gimnáziumban kezdte (1937–1941), majd az V– VIII. osztályokat az esztergomi bencés gimnáziumban végezte, ahol kitüntetéssel érettségizett (1945. július 10.).
„…kamaszkorom, felnőttkorom küszöbén… két hatalmas szálfa-embert, márvány-embert állított elém a Gondviselés eszményként, ideálként. Ők egész életemet meghatározták, mai napjaimat is, s most már a többit is, végig… Ez a két ember: Kodály Zoltán és Mindszenty József… belső azonosság(uk): az erkölcsi szilárdság, az elvekhez való rendíthetetlen hűség; a nemzethez, néphez, hazához mindhalálig való ragaszkodás; mély emberség, őszinte humanitás. Egyek voltak mindketten mindenfajta diktatúra elutasításában, a vallásos hit védelmében, a keresztény műveltség őrzésében, gyarapításában… Öntudatos és elkötelezett magyarok, öntudatos és elkötelezett katolikusok voltak. Ennek szolgálatára fordították tevékenységük legjavát, szinte egész életüket, ebben találva meg életük lényegét és értelmét, s ugyanakkor örömét és boldogságát is… Kodály… példájából kaptam ösztönzést a magyarság érdekében végzett munkára; általa erősödött, mélyült el a magyarság közösségébe való tartozásom tudata, ennek összes következményével együtt.”
A budapesti Pázmány Péter Tudományegyetemen végzett teológiai tanulmányok után (1945–1948) a budapesti Állami Pedagógiai Főiskolán magyar-ének szakos általános iskolai tanári képesítést (1949–1952), majd az Eötvös Loránd Tudományegyetem bölcsészkarán pedagógia-pszichológia szakos középiskolai tanári oklevelet szerzett (1954–1958). Közben a budapesti Liszt Ferenc Zeneművészeti Főiskolán énektanári-karvezetői tanulmányokat is folytatott (1951–1953).
A budapesti VII. kerületi Kertész utcai, majd a Dob utcai gyakorló általános iskolában magyar nyelvtant- és irodalmat, valamint éneket tanított. (1950–1962). A kecskeméti Felsőfokú Óvónőképző Intézet neveléstörténet-tanára volt (1962–1963); az Országos Pedagógiai Intézetben tudományos munkatársként dolgozott (1963–1968). Két évtizeden át az Eötvös Loránd Tudományegyetem bölcsészkarának neveléstudományi tanszékén a nevelés- és iskolatörténet oktatta (adjunktus: 1968–1976; docens: 1976–1988). Nyugdíjba vonult (1988. december 31.).
„Az egyetemen húsz éven át az egyetemes és a magyar művelődéstörténet egyik legfőbb ágát, a nevelés- és iskolatörténetet oktattam a tanárjelölteknek. Így lehetőségem nyílt arra, hogy a keresztény kultúra e területének európai, s benne hazai múltját is megismertessem hallgatóimmal, a keresztény értékeket is felvillantsam előttük akkor, amikor a pedagógusképzésben még a marxista-materialista ideológia uralkodott.”
„Szívesen és örömmel gondolok vissza a tanszéken töltött évekre. Szerettem a neveléstörténet-előadásokat, szerencsémre – és örömömre – sok órát kellett tartanom különféle egyetemista hallgatócsoportoknak. Azért is szerettem ezeket az előadásokat, mert a művelődés – a cicerói cultura animi – múltjáról beszélhettem, közben olyan témákról is szót ejthettem, amelyekről növendékeim itt az egyetemen másutt aligha hallhattak, például a keresztény művelődés, a keresztény oktatás-nevelés eszméiről, nagy alakjairól, tanulságairól. Ezekről a saját felfogásom szerint beszéltem…”
Kántor volt a városligeti Regnum Marianum, majd a kelenföldi Szent Gellért-templomban (1950–1960-as évek). Tevékenyen részt vett az Országos Katolikus Hitoktatási Bizottság munkájában, rendszeres előadója volt a hitoktatóképző tanfolyamoknak; előadásokat tartott katolikus ifjúsági kisközösségek megfigyelt összejövetelein (1970–1980-as évek).
Göncz Árpád államfő, Antall József miniszterelnök javaslatára a művelődési és közoktatási minisztérium politikai államtitkárává nevezte ki (1990. május 24.), de erről nyolc nap múlva lemondott (1990. május 31.).
Az esztergomi Vitéz János Tanítóképző Főiskola tiszteletbeli címzetes főiskolai tanára (1991. június). – A Szent István Tudományos Akadémia rendes tagja (2000); a Kaposvári Egyetem díszdoktora (2007).
Egyetemi doktorátust szerzett (1959 – Alsófokú oktatásügyünk 1777-ig). A neveléstudomány kandidátusa (1973 – A Szalkai-kódex pedagógiatörténeti vizsgálata), majd a neveléstudomány akadémiai doktora lett (1988 – Általánosan képző középiskoláink kronológiája és topográfiája 996–1948).
Felesége Felényi Klára, a fővárosi Fazekas Mihály Gyakorló Gimnázium nyugalmazott szakvezető tanára. Házasságkötésük ideje: 1955. július 26.

## Tudományos munkássága
Fő tudományos kutatási területe a művelődéstörténet volt. Ennek keretei között előbb kiemelten foglalkozott a magyar pedagógia történetével (a hazai neveléstudomány és a közoktatáspolitika, az intézményes nevelés- és oktatástörténetével; az ezeréves magyar iskola történelmével a 996 körüli kezdetektől 1996-ig). A későbbi évtizedekben széles körű kutatásokat végez a hazai katolikus egyház 1945–1990 közötti történetére vonatkozóan is. Ez utóbbi kutatási terület szoros kapcsolatban van az előbbivel: a 19. század második felét megelőző kilenc évszázadban a hazai iskolák nagyrészt egyházi, vagy az egyházakhoz kapcsolódó intézmények voltak. – Az 1945–1990 közötti magyar katolikus egyház történetének kutatását kitartó érdeklődéssel végzi annak érdekében, hogy széles körű megközelítéssel megismerje, kritikailag feltárja Mindszenty József bíboros életét, tevékenységét s valós hatását, jelentőségét a katolikus egyházra, a magyarországi társadalomra (népéletre, politikai eseményekre).
„…gyakorlati iskolai munkám során terelődött a figyelmem a neveléstudományra, ezen belül éppen a pedagógiatörténetre. A pedagógiatörténet-írásban számos hazai és külföldi példa állt előttem, igyekeztem azonban egy saját, félig-meddig egyéni felfogást kialakítani, s ez ugyancsak visszavezet kamaszkori eszmélődéseimhez.
Úgy véltem ugyanis, hogy a pedagógiatörténet nem a jog, a paragrafusok, a törvények, a rendeletek története, nem a hivatalok, a pártprogramok; a politikai-hatalmi megnyilvánulások története, hanem az ember története. A pedagógiatörténet főhőse, tárgya, központi alakja az ember. Mégpedig egyrészt az ’esendő’ ember: a gyermek, a fiatal, aki – a természet rendje szerint – testi, lelki, szellemi segítségre szorul. És másik főhőse a pedagógus, aki ugyancsak – más vonatkozásokban – sokféleképpen ’esendő’ ember.
Emberközpontú pedagógiatörténeti felfogásom kialakításában sokat tanultam két jeles elődtől: mindkettő nagy tudós volt, az egyik szinte ismeretlen, a másik jól ismert. Mindkettő példa előttem.
Egyikük… Lubrich Ágost(:)… Emberközpontú pedagógiai felfogását sajátos katolikus és magyar színekkel ötvözte… Másik példaképem… Fináczy Ernő, aki… Pedagógiai koncepciójának, neveléstani, didaktikai, neveléstörténeti munkáinak középpontjában ugyancsak az ember áll, s megközelítéseiben a magyar és a katolikus jelleg… szembeszökő.”
Első publikációi az 1960-as években jelenhettek meg. Az esztétikai nevelés kérdéseiről írtak mellett foglalkozott az óvodai, az alsó-, közép- és felsőszintű oktatás-nevelés intézményrendszerének, oktatási-nevelési tartalmának történetével. A későbbiekben ezek a kutatásai kiszélesedtek és évszázadokra kiterjedő hosszmetszeti áttekintéseket, elemzéseket adó könyveiben olvashatók. Mellettük egy-egy iskola történetének monografikus igényű feldolgozásai is mutatják sokirányú és módszerű történeti vizsgálatait. A pedagógiatörténet, de tágabban a művelődéstörténet, kultúrtörténet szempontjából is kiemelkedő jelentőségűek forrásközlései, elemzései.
„Fölfedezte az európai hírű 12. századi esztergomi diákjegyzet-tankönyvet, és a 16. század végi felvidéki diákjegyzetet; feltárta a középkori Szalkai-kódexet. Az 1948 utáni hazai szakirodalomban először mutatta be tudományos tárgyilagossággal Kodály általános pedagógiai jelentőségét és Éneklő Ifjúság-mozgalmát, azután a cserkészetet, Sík Sándor pedagógiáját, Mindszenty József bíboros egyházi és nemzeti szempontból kiemelkedő alakját, Teleki Pál nemzetnevelési programját Igen korán megkérdőjelezte nyomtatott cikkben a hazai óvodákban, iskolákban ekkor hivatalosan kötelező materialista-ateista nevelés jogszerűségét; elsőként kísérelte meg előítéletmentes objektivitással áttekinteni az 1945–1990 közötti hazai nevelés- és iskolatörténetet.”
„1996-ban neki volt köszönhető, hogy az ország közvéleménye, pedagógusai és neveléstudományi szakemberei méltó módon emlékezhettek meg a magyarföldi iskola millenniumának kiemelkedő jelentőségű évfordulójáról, ugyanis… művei alapján tisztázódtak és tudatosultak az ezer esztendővel ezelőtti hazai kezdetek tényei; ennek alapján határoztak az országos évfordulós megemlékezésről, s fogtak hozzá az ünnepi esztendő rendezvényeinek megtervezéséhez.” – Az ünnepi évben az országban és a Kárpát-medence magyarok-lakta területein számos helyen tartott előadást a magyar iskola ezeréves történetéről.
Foglalkozott a pedagógiatörténet tudomány-módszertani kérdéseivel, és a pedagógiatörténet oktatásának jelentőségével, sajátosságaival a pedagógusképzésben.
Szerkesztője volt több szaklexikonnak.
A pedagógiatörténeti tudományos ismeretterjesztés hazai meghonosítója. Népszerűek voltak előadás-sorozatai a Kossuth Rádióban, a Köznevelés, az Új Ember, az Élet és Tudomány és más lapokban.

## Művei (válogatás)

### Könyvek

#### Pedagógiatörténet
- Alsófokú oktatásügyünk 1777-ig – Eötvös Loránd Tudományegyetem, Bp., 1959. 163 o. (egyetemi doktori értekezés – sokszorosítás)
- A középkori nevelés – Tankönyvkiadó, Bp., 1964. 157 o.
- A magyar nevelés története: 1790–1849 – Tankönyvkiadó, Bp., 1968. 336 o.
- Népoktatásunk 1553–1777 között – Tankönyvkiadó, Bp., 1972. 251 o.
- A Szalkai-kódex és a XV. század végi sárospataki iskola – Akadémiai, Bp., 1972. 340 o.
- A XII. századi esztergomi diákjegyzet – OPKM, Bp., 1973. 71 o.
- Iskolai jegyzetkönyv a XVI–XVII. század fordulójáról – Akadémiai, Bp., 1976. 88 o. (Nyelvtudományi értekezések 90) – ISBN 963-05-0888-5
- Tanulmányok a magyar nevelésügy XVII–20. századi történetéből (szerkesztette) – Akadémiai, Bp., 1980. 315 o. – ISBN 963-05-1796-5
- XVI. századi városi iskoláink és a „Studia humanitatis” – Akadémiai, Bp., 1981. 237 o. – ISBN 963-05-2689-1
- Ratio Educationis: az 1777-i és az 1806-i kiadás magyar nyelvű fordítása (fordította, jegyzetekkel és mutatókkal ellátta) – Akadémiai, Bp., 1981. 432 o. – ISBN 963-05-2621-2
- Az iskolaügy története Magyarországon 996–1777 között – Akadémiai, Bp., 1981. 671 o. – ISBN 963-05-2411-2
- Mióta van iskola? – Móra Ferenc, Bp., 1982. 334 o. – ISBN 963-11-3039-8
- A humanizmus és a reformáció–ellenreformáció nevelésügye a 15–16. században – Tankönyvkiadó, Bp., 1984. 150 o. – ISBN 963-17-7903-3
- Népoktatásunk szervezeti-tartalmi alakulása 1777–1830 – Tankönyvkiadó, Bp., 1984. 293 o. – ISBN 963 17 7249 7
- Válogatás Kornis Gyula tanterv-vonatkozású írásaiból (összeállította, szerkesztette és a bevezető tanulmányt írta) – OPI., Bp., 1984. 113 o. (A tantervelmélet forrásai 3.) – ISBN 963-681-683-2
- Márton István kéziratos pedagógia-könyve 1800-ból (sajtó alá rendezte, bevezetővel és jegyzetekkel ellátta) – Veszprém megyei Pedagógiai Intézet, Veszprém, 1987. 154 o.
- Óvodai zenei nevelésünk másfél évszázada – Közgazdasági és Jogi, Bp., 1988. 256 o. – ISBN 963-222-038-2
- Középszintű iskoláink kronológiája és topográfiája, 996–1948: Általánosan képző középiskolák – Akadémiai, Bp., 1988. 366 o. – ISBN 963-05-4766-X
- Oskolák és iskolák: Epizódok tizenhat régi iskolánk történetéből – Tankönyvkiadó, Bp., 1988. 321 o. – ISBN 963-18-1120-4
- Sík Sándor, a pedagógus – OPKM, Bp., 1989. 77 o. (Magyar pedagógusok) – ISBN 963-7516-14-X
- Sík Sándor magyar cserkészpedagógiája – Mészáros István magánkiadása, Bp., 1988. 96 o. – ISBN 963-500-945-3; Magyar Cserkészszövetség, Bp., 1989. – ISBN 963-00-1327-4
- A tankönyvkiadás története Magyarországon – Tankönyvkiadó, Bp. 1989. 183 o. – ISBN 963-18-2156-0
- Mindszenty és Ortutay: iskolatörténeti vázlat: 1945–1948 – Magánkiadása (Mészáros István), Bp., 1989. 200 o. – ISBN 963-500-972-0
- Iskolatörténeti kaleidoszkóp: értékek és érdekességek az oktatás-nevelés múltjából – Artemis, Bp., 1990. – ISBN 963-02-7532-5
- Magyar iskolatípusok, 996–1990 – OPKM, Bp., 1995.2 177 o. (A magyar neveléstörténet forrásai) – ISBN 963-7516-74-3
- A Magyar Pedagógiai Társaság százéves jubileuma alkalmából rendezett tudományos ülés előadásai – OPKM, Bp., 1992. 70 o. (Neveléstörténeti füzetek 10.) – ISBN 963-7516-86-7
- Kis magyar neveléstan – rendszerváltás idejére – Typo-team Kft., Salgótarján, 1992. 36 o.
- Felekezeti gimnáziumi tantervek, 1850–1948 (összeállította és a bevezető tanulmányt írta Mészáros István) – OPI., Bp., 1992. 134 o. (A tantervelmélet forrásai) – ISBN 963 682 380 4
- A főiskolai-egyetemi neveléstörténeti oktatás mai problémái (szerkesztette) – Hani Alapítvány, Bp., 1992. 39 o. (a Hani Alapítvány által rendezett keszthelyi konferencia anyaga – 1991. november 21–23.) – ISBN 963-04-2186-0
- Teleki Pál nemzetnevelői programja – Teleki Pál Országos Egyesület, Gödöllő, 1993. 80 o. – ISBN 963-04-3348-6
- Felekezeti népiskolai tantervek, 1868–1948 (szerkesztette és a bevezető tanulmányt írta) – Országos Közoktatási Intézet, Bp., 1996. 211 o. (A tantervelmélet forrásai 18) – ISBN 963-682-437-1
- Ateista nevelés iskoláinkban, 1950–1990: neveléstörténeti tanulmány – Eötvös József, Bp., 1996. 147 o. – ISBN 963-85465-8-1
- A magyar nevelés- és iskolatörténet kronológiája, 996–1996 – Nemzeti T, Bp., 1996. 313 o. – ISBN 963-18-6877-X
- Magyar iskola 996–1996: előadások, cikkek, beszédek – Eötvös József, Bp., 1997. 297 o. – ISBN 963-9024-18-X
- A katolikus iskola ezeréves története Magyarországon – Szent István Társulat, Bp., 2000. 345 o. – ISBN 963-361-126-1
- A való világ Comenius szemével – Nemzeti T, Bp., 2006. 79 o. (melléklete a Ioann. Amos Comenii Orbis pictus… hasonmás kiadásának) – ISBN 963-19-5891-4 – Részlet a könyvből: Gondolatok egy régi sikerkönyvről[halott link] – Magiszter, 2012. tavaszi szám, 76–90. o. – Hozzáférés: 2013. május 30.
- Művelődéstörténeti tanulmányok, 1960–2009 – Eötvös József, Bp., 2010. 626 o. – ISBN 978-963-9955-15-8
- Comenius and Hungary: essays – Akadémiai, Bp., 1973. 175 o. (közösen: Földes Éva)
- Die Geschichte des tausendjährigen ungarischen Schulwesens – Nemzeti T, Bp., 1999. 188 o. – ISBN 963-19-0106-8
- The thousand-year history of schools in Hungary – Nemzeti T, Bp., 1999. – fordította: Pásztor Péter – ISBN 963-19-0107-6
- A pápai bencés gimnázium – Pannonhalmi Főapátság, Pannonhalma, 1988. 169 o. (Magyar bencés gimnáziumok) – ISBN 963-00-1198-0
- Iskola Szent Márton hegyén: A pannonhalmi Bencés Gimnázium története – Bencés Gimnázium, Pannonhalma, 1990. 147 o. – ISBN 963-00-1250-2
- A budapesti és csepeli bencés gimnáziumok – Bencés, Pannonhalma, 1994. 172 o. (Magyar bencés gimnáziumok) – ISBN 963-7819-43-6
- A soproni bencés gimnázium – Bencés, Pannonhalma, 1994. 212 o. (Magyar bencés gimnáziumok) – ISBN 978 963 7919 42 8
- A komáromfüssi katolikus népiskola száz éve, 1840–1945 – Inzerta (szlovákiai kiadó), 1998. 119 o. – ISBN 80-968027-0-4
- Bevezetés a pedagógia és az iskoláztatás történetébe – Osiris, Bp., 2002. 479 o. (közösen: Németh András, Pukánszky Béla) – ISBN 963-379-343-2 – ISBN 963-379-997-X
- Neveléstörténet: szöveggyűjtemény (közösen szerkesztette: Németh András, Pukánszky Béla) – Osiris, Bp., 2003. 533 o. – ISBN 963-389-517-0

#### Egyháztörténet
- Kimaradt tananyag: kimaradt történelmi-tananyag a katolikus egyházról felnőtteknek és fiataloknak (I. A diktatúra és az egyház 1945–1956; II. A forradalom utáni egyház 1957–1975; III. 1975–1990) – Márton Áron, Bp., 20033. 178+221+87 o. – ISBN 963 7947 49 3
- A hazai történettudomány 1948–1992 közötti Mindszenty-képe – Vitéz János Tanítóképző Főiskola, Esztergom, 1992. 116 o. – ISBN 963-7291-11-3
- Boldogasszony éve, 1947–1948: Mindszenty bíboros evangelizációs programja – Ecclesia, Bp., 1994. 243 o. – ISBN 963-363-168-8
- Mindszenty-leveleskönyv: gondolatok a bíboros leveleiből, 1938–1975 – Mészáros István magánkiadása, Bp., 1997. 125 o. – ISBN 963-650-930-1
- A Szent István Társulat százötven éve: 1848–1998 – Szent István Társulat, Bp., 1998. 358 o. – ISBN 963-361-011-7
- Ki volt Mindszenty?: cikkgyűjtemény: 1944–1998 (válogatta és szerkesztette) – Mészáros István magánkiadása, Bp., 1999. 215 o. – ISBN 963-550-825-5
- „Állok Istenért, egyházért, hazáért”: Írások Mindszenty bíborosról – Magyar Egyháztörténeti Enciklopédia Munkaközössége, Bp., 2000. 222 o. – ISBN 963-8472-52-9
- Ismeretlen vértanúk az Esztergom-Budapesti Főegyházmegye XX. századi történetében – Esztergom-Budapesti Főegyházmegye Szent Gellért, Bp., 2000. 185 o. – ISBN 963-696-052-6
- Mindszenty és az „Ostpolitik”: adalékok az Ostpolitik történetéhez, 1957–1971 – Kairosz, Bp., 2001. 229 o. – ISBN 963-9406-08-2
- Pannonia sacra: Mindszenty-tanulmányok – Kairosz, Bp., 2002. 273 o. – ISBN 963-9406-62-7
- Mindszenty-mozaik: írások a bíborosról – Ecclesia, Bp., 2002. 248 o. – ISBN 963-363-253-6
- „Devictus vincit”: tanulmányok a magyar katolikus egyház 1945–2000 közötti történetéről (szerkesztette) – Szent István Társulat, Bp., 2002. 230 o. – ISBN 9789633613443
- A rózsafüzér Bíborosa: Mindszenty pillanatképek – Szent Gellért, Bp., 2003. 124 o. – ISBN 963-696-197-2
- Ortutay Gyula kultuszminisztersége és a Magyar Katolikus Egyház – Szent István Társulat, Bp., 2004. 42 o. – ISBN 963-361-599-2
- Egy „kultusz” a XXI. században: a Mindszenty-tisztelet története, 1975–2005 (összeállította) – Kairosz, Bp., 2005. 461 o. – ISBN 963-7510-43-5
- Mindszenty a Sándor-palotában: hat tanulmány – Eötvös József, Bp., 2005. 226 o. – ISBN 963-7338-17-9
- Mindszenty és Barankovics: adalékok a „keresztény párt” problematikájához – Eötvös József, Bp., 2005. 114 o. – ISBN 963-7338-16-0
- Prímások, pártok, politikusok, 1944–1945. Adalékok a Magyar Katolikus Egyház XX. századi történetéhez – Szent István Társulat, Bp., 2005. 218 o. – ISBN 963-361-669-7
- Árnyak és fények: kiegészítések a Mindszenty-életrajzhoz – Eötvös József, Bp., 2008. 366 o. – ISBN 978-963-7338-87-8; ISBN 963-733-887-X
- Mindszenty-bibliográfia szemelvényekkel – Eötvös József, Bp., 2011. 139 o. – ISBN 978-963-9955-25-7

### Tanulmányok
- Első magyar ábécéskönyveink – Pedagógiai Szemle, 1960. 11. sz. 1004–1015. o.
- Világi oktatásunk kezdetei – Pedagógiai Szemle, 1963. 7-8. sz. 620–630. o.
- Krónikáink „diák”-jai – Filológiai Közlöny, 1963. 1-2. sz. 161–170. o.
- Iskolaügy a középkori Pest-Budán – Magyar Pedagógia, 1968. 3. sz. 310–327. o.
- Apáczai és az enciklopedikus rendszer-táblázatok – Pedagógiai Szemle, 1975. 10. sz. 898–916. o.
- Kétszáz éve született Brunszvik Teréz – Óvodai Nevelés, 1975. 12. sz. 443–453. o.
- Iskolatörténeti adatok a gergelyjárás keletkezéstörténetéhez – Ethnographia, 1975. 4. sz. 587–603. o.
- A neveléstudomány rendszere az első magyar neveléselméletben (1828) – In: Vizsgálatok a nevelés-oktatás korszerűsítésével kapcsolatban – Tankönyvkiadó, Bp., 1977. 144–172. o.
- Az ELTE Bölcsészkar neveléstudományi tanszékének története 1814–1870 – Magyar Pedagógia, 1980. 1. sz. 38–57. o.
- Az ELTE Bölcsészkar neveléstudományi tanszékének története 1870–1949 – Magyar Pedagógia, 1980. 2. sz. 187–206. o.
- Kodály és a neveléstudomány – Pedagógiai Szemle, 1982. 11. sz. 963–980. o.
- Kodály, Németh László és a reformpedagógia – Magyar Pedagógia, 1982. 4. sz. 307–322. o.
- Pestalozzi változó arca 19. századi népoktatásunkban – Pedagógiai Szemle, 1983. 3. sz. 118–134. o.
- Iskolatörténet – művelődéstörténet – Magyar Pedagógia, 1983. 2. sz. 147–153. o.
- A hazai neveléstörténeti kutatások helyzete és perspektívái – In: Szegedi Nyári Egyetem 1983, Szeged, 1983. 159–178. o.
- Az esztergomi középkori Collegium Christi – Századok, Bp., 1984. 2. sz. 342–360. o.
- Pestalozzi és a magyar nevelésügy – Helikon, Bp., 1984. 2-4. sz. 259–270. o.
- Fináczy Ernő, a neveléstörténet-író – Pedagógiai Szemle, 1985. 9. sz. 878–882. o.
- Két Ratio Educationis: hanyatlás vagy kiteljesedés? – Magyar Pedagógia, 1985. 2. sz. 190–204. o.
- Van-e ezeréves iskolánk? Az iskolatörténeti folytonosság kérdéséhez – Magyar Pedagógia, 1986. 1. sz. 107–119. o.
- Erasmus és debreceni „Civilitas morum”-a – Pedagógiai Szemle, 1986. 12. sz. 1188–1202. o.
- Pázmány Péter, 17. századi katolikus iskolaügyünk újjászervezője – In: Pázmány emlékezete – Róma, 1987. 305–360. o.
- A középkor nevelésügye; Reneszánsz a nevelésben; A három részre szakadt ország nevelésügye – In: A magyar nevelés története I. – főszerkesztő: Horváth Márton – Tankönyvkiadó, Bp., 1988. 7–79. o.
- Egy megnevezés változásai: partikuláris iskola – Magyar Pedagógia, 1988. 2. sz. 204–221. o.
- Egy sztoikus bölcs – kitelepítve. Kornis Gyula 1951–1957 közötti leveleiből – Szabadelvű Unió, 1990. 41–49. o. (különszám)
- A magyar olvasástanítás a kezdetektől 1777-ig – In: A magyar olvasástanítás története – szerkesztő: Adamikné Jászó Anna – Bp., 1990. 5–47. o.
- Nagymúltú szellemi műhelyünk: a Szent István Társulat – Katholikus Szemle, Róma, 1990. 3. szám, 239–262. o.
- Ezeréves a magyar iskola – In: Millenniumi iskolatörténeti kiállítás – Tanulmányok – OPKM, Bp., 1990. 55–70. o.
- Széchenyi ürügyén a nemzetnevelés négy változatáról – In: Neveléstörténeti füzetek. 11. – OPKM, Bp., 1992. 3–43. o.
- Az egyházi iskolák fenntartása Magyarországon 996–1948 – In: Partnerek vagy ellenségek? Az egyházak és állam viszonyáról – Egyházfórum Alapítvány, Bp., 1992. 20–43. o.
- Magyar Paedagogia – Magyar Pedagógia – Magyar Pedagógia, Bp., 1992. 1. sz. 5–23. o.
- Magyar egyházunk negyven éve (1 és 2) – Távlatok, 1993. 9. és 10. szám, 77–85., 228–237. o.
- Egyetemszervezési tervek Egerben. 1754–1948. – Acta Academae Paedagogicae Agriensis, Eger, 1993. 25–42. o.
- Ünnep, ifjúság, iskola – egykor – Új Pedagógiai Szemle, Bp., 1995. 12. sz. 9–22. o.
- Oktatás és nevelés – In: Kötcse község monográfiája, Kötcse, 1996. 540–606. o.
- A megegyezések kora (1950. 1957, 1964). Adalékok az állam és az egyház közötti megegyezések természetéhez – Folia Theologica, 2002. 7–30. o.
- Egy „haladó katolikus”: Szekfű Gyula (1945–1948) – Egyháztörténeti Vázlatok, 2003. 3-4. sz. 97–118. o.
- Az iskolák történetéből gyerekeknek – Magyar Rádió – Kincsestár – Hozzáférés: 2013. május 30.
- Kik „a bukott rendszer örökösei”? Mindszenty és Nagy Imre viszonyáról – Vasi Szemle, 2006. 5. sz. 591–610. o.
- Végállomás: Recsk. A katolikus egyetemi ifjúsági mozgalom történetéből (1945–1948) – Valóság, 2007. 2. sz. 36–53. o.

## Társasági tagság (válogatás)
- Magyar Tudományos Akadémia Köztestülete
- Magyar Tudományos Akadémia Pedagógiai Bizottság Neveléstörténeti Albizottsága
- Szent István Tudományos Akadémia
- Magyar Pedagógiai Társaság Neveléstörténeti Szakosztály
- Magyar Comenius Társaság

## Elismerések
- Eötvös Loránd Tudományegyetem Pro Universitate Emlékérem (1988)[22]
- Apáczai Csere János-díj (1990)
- A magyar Olimpiai Akadémia tiszteleti érme (1992)
- Az Iskolatörténeti Emlékbizottság „1000 éves a magyar iskola” emlékérme (1997)
- Stephanus-díj (1998)
- Fraknói Vilmos-díj (2001)
- A Teleki Pál Egyesület Teleki Pál emlékérme (2003)
- Klebelsberg-díj (2004)
- Mindszenty József-emlékérem (2005)
- A Bethlen Gábor Alapítvány Teleki Pál-emlékérem (2011)
- A Romániai Magyar Pedagógusok Szövetsége emlékérme (2012)
- A Magyar Érdemrend tisztikeresztje (2012. augusztus 20.)
- Mindszenty József-életműdíj (2015. május 2.)